# Arbusigny
Arbusigny és un municipi francès situat al departament de l'Alta Savoia i a la regió d'Alvèrnia-Roine-Alps. L'any 2007 tenia 906 habitants.

## Demografia

### Població
El 2007 la població de fet d'Arbusigny era de 906 persones. Hi havia 319 famílies de les quals 63 eren unipersonals (37 homes vivint sols i 26 dones vivint soles), 89 parelles sense fills, 148 parelles amb fills i 19 famílies monoparentals amb fills.
La població ha evolucionat segons el següent gràfic:
Habitants censats

### Habitatges
El 2007 hi havia 411 habitatges, 330 eren l'habitatge principal de la família, 60 eren segones residències i 22 estaven desocupats. 353 eren cases i 58 eren apartaments. Dels 330 habitatges principals, 247 estaven ocupats pels seus propietaris, 70 estaven llogats i ocupats pels llogaters i 12 estaven cedits a títol gratuït; 4 tenien una cambra, 8 en tenien dues, 44 en tenien tres, 93 en tenien quatre i 181 en tenien cinc o més. 277 habitatges disposaven pel capbaix d'una plaça de pàrquing. A 106 habitatges hi havia un automòbil i a 207 n'hi havia dos o més.

### Piràmide de població
La piràmide de població per edats i sexe el 2009 era:
| Homes | Edats   | Dones |
| ----- | ------- | ----- |
| 0     | 95 o +  | 0     |
| 0     | 90 a 94 | 0     |
| 0     | 85 a 89 | 12    |
| 4     | 80 a 84 | 8     |
| 8     | 75 a 79 | 20    |
| 12    | 70 a 74 | 8     |
| 12    | 65 a 69 | 8     |
| 8     | 60 a 64 | 8     |
| 4     | 55 a 59 | 12    |
| 20    | 50 a 54 | 12    |
| 20    | 45 a 49 | 32    |
| 44    | 40 a 44 | 32    |
| 32    | 35 a 39 | 32    |
| 20    | 30 a 34 | 32    |
| 16    | 25 a 29 | 16    |
| 8     | 20 a 24 | 16    |
| 32    | 15 a 19 | 32    |
| 24    | 10 a 14 | 32    |
| 44    | 5 a 9   | 24    |
| 16    | 0 a 4   | 24    |

## Economia
El 2007 la població en edat de treballar era de 615 persones, 507 eren actives i 108 eren inactives. De les 507 persones actives 480 estaven ocupades (259 homes i 221 dones) i 27 estaven aturades (12 homes i 15 dones). De les 108 persones inactives 28 estaven jubilades, 41 estaven estudiant i 39 estaven classificades com a «altres inactius».

### Ingressos
El 2009 a Arbusigny hi havia 316 unitats fiscals que integraven 864 persones, la mediana anual d'ingressos fiscals per persona era de 20.883 €.

### Activitats econòmiques
Dels 29 establiments que hi havia el 2007, 2 eren d'empreses alimentàries, 2 d'empreses de fabricació d'altres productes industrials, 5 d'empreses de construcció, 8 d'empreses de comerç i reparació d'automòbils, 1 d'una empresa de transport, 2 d'empreses d'hostatgeria i restauració, 1 d'una empresa d'informació i comunicació, 3 d'empreses de serveis, 3 d'entitats de l'administració pública i 2 d'empreses classificades com a «altres activitats de serveis».
Dels 8 establiments de servei als particulars que hi havia el 2009, 1 era un taller de reparació d'automòbils i de material agrícola, 1 paleta, 4 fusteries, 1 electricista i 1 saló de bellesa.
L'any 2000 a Arbusigny hi havia 31 explotacions agrícoles que ocupaven un total de 1.200 hectàrees.

## Equipaments sanitaris i escolars
El 2009 hi havia una escola elemental.

## Poblacions més properes
El següent diagrama mostra les poblacions més properes.